# Bakdash (cửa hàng kem)

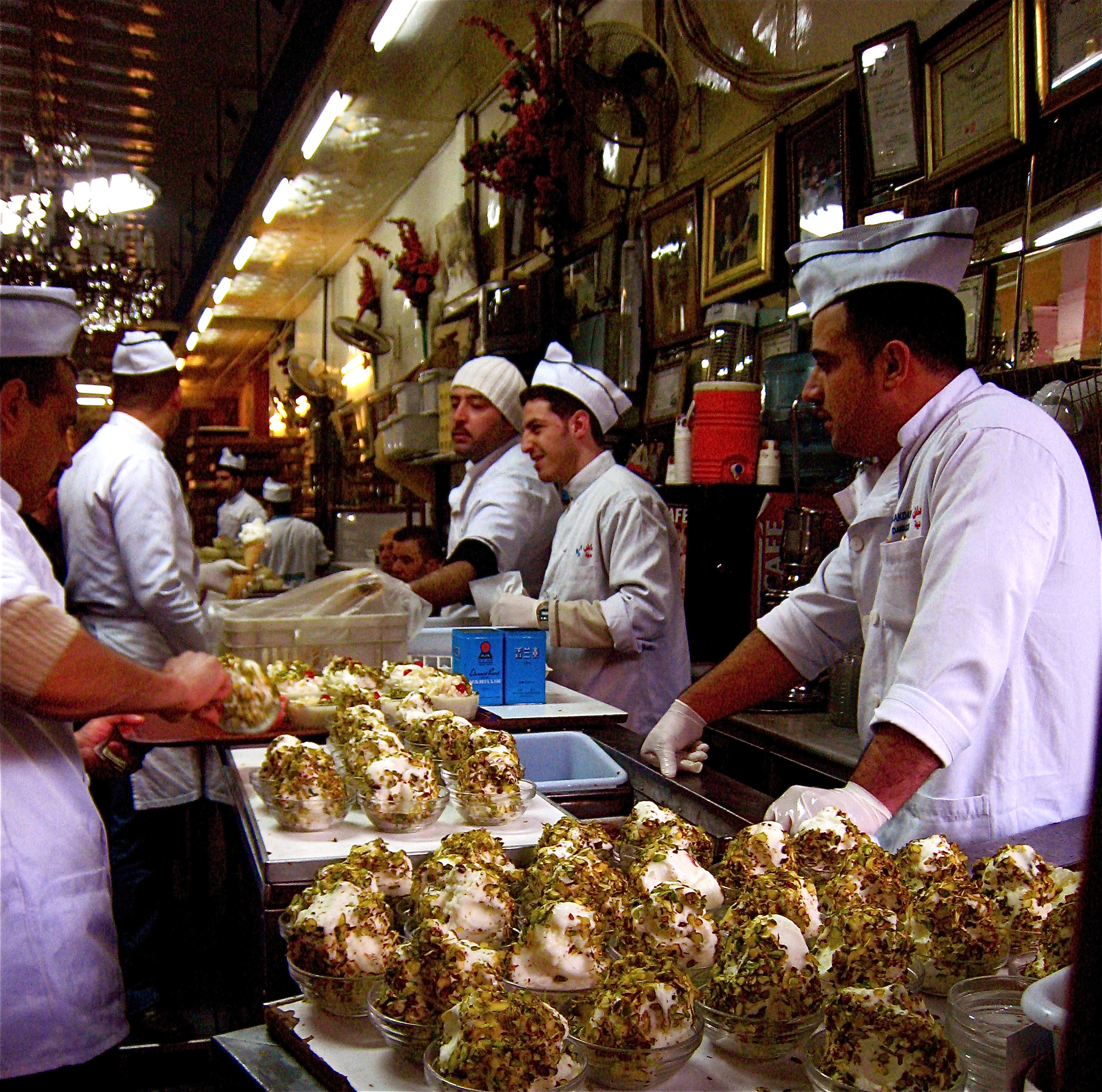
Bakdash năm 2009

Bakdash (tiếng Ả Rập: بَكْدَاش, đã Latinh hoá: Bakdāš), được viết theo tên tiếng Latinh là Bakdach, là một tiệm kem nổi tiếng ở Al-Hamidiyah Souq thuộc khu phố cổ tại Damascus. Tiệm này được thành lập vào năm 1895 và trở nên nổi tiếng với món booza truyền thống của Trung Đông—món tráng miệng làm từ sữa đông lạnh nhũ hương. Bakdash từng được cả thế giới Ả Rập ghi nhận là điểm thu hút khách du lịch nổi tiếng.
Một chi nhánh thứ hai được khai trương tại thủ đô Amman của Jordan vào năm 2013 nhằm phục vụ cho cộng đồng người Syria đang phát triển nơi đây—ngay giữa cuộc nội chiến Syria, hoạt động kinh tế đang chững lại và các vấn đề về chuỗi cung ứng tại chi nhánh chính ở Damascene.